# Trisopterus capelanus
Espèce
Synonymes
- Gadus capelanus Lacepède, 1800[2]
- Morua capelanus Risso, 1827[3]
- Trisopterus luscus capelanus (Lacepède, 1800)[2]
- Trisopterus minutus capelanus (Lacepède, 1800)[2]

Statut de conservation UICN

 LC  : Préoccupation mineure
Trisopterus capelanus, communément appelé Capelan, est une espèce de poissons de la famille des Gadidae.

## Répartition
Trisopterus capelanus est endémique de la mer Méditerranée.

## Description
La taille maximale connue pour Trisopterus capelanus est de 320 mm.

## Étymologie
Son nom spécifique, capelanus, est très probablement une latinisation du nom vernaculaire français de cette espèce (Capelan).